# John McAfee
John David McAfee (Cinderford, 18 september 1945 – Sant Esteve Sesrovires, 23 juni 2021) was een Brits-Amerikaanse softwareontwikkelaar en de oprichter van het computer- en netwerkbeveiligingsbedrijf McAfee.

## Levensloop
McAfee werd geboren op een Amerikaanse legerbasis in Cinderford in het graafschap Gloucestershire, als zoon van een Amerikaanse vader, die daar was gestationeerd, en een Britse moeder. Hij groeide vervolgens op in Roanoke in de Amerikaanse staat Virginia. In 1967 behaalde hij zijn bachelorgraad in de wiskunde aan Roanoke College.
In 1981 richtte hij Interpath Inc. op, dat 's werelds eerste commerciële spraakherkenningssysteem ontwikkelde. Verder werkte McAfee als programmeur voor NASA (1968-1970) en voor verschillende grote technologiebedrijven.
Toen hij in de jaren tachtig bij Lockheed werkte, werd zijn computer besmet met het computervirus (c)Brain en begon hij software te ontwikkelen om virussen te bestrijden. Hij was de eerste die antivirussoftware verspreidde volgens de sharewaremethode. In 1987 verliet hij Lockheed en begon hij het bedrijf McAfee Associates, aanvankelijk vanuit zijn huis in Santa Clara in Californië. Al snel werd het bedrijf marktleider in de bedrijfstak. De naam van het bedrijf werd later veranderd in Network Associates; zeven jaar later werd de naam weer McAfee. Het bedrijf is nog steeds actief in het ontwikkelen van antivirussoftware. John McAfee nam in 1994 afscheid van zijn bedrijf en liet zich sindsdien via publieke kanalen negatief uit over zijn voormalige bedrijf.
Nadien was hij werkzaam als yogaleraar en schreef hij enkele boeken over het onderwerp.

### Persoonlijk leven
McAfee, sinds 2008 woonachtig in Belize, schreef in september 2012 dat hij een harem had en beweerde dat een van de vrouwen een moordenares was. Een buurman beklaagde zich er bij de autoriteiten over dat McAfees lijfwachten 's avonds gewapend over het strand liepen en dat zijn honden mensen aanvielen. Nadat in november 2012 vier van zijn honden waren vergiftigd, wees McAfee niet zijn buurman maar de regering van Belize als schuldige aan. Een paar dagen later werd zijn buurman doodgeschoten gevonden in diens huis. McAfee ontkende elke betrokkenheid en beschuldigde de politie ervan hem in de val te willen laten lopen, geld afhandig te maken of om te brengen.
Begin december 2012 werd hij in Guatemala gearresteerd omdat hij illegaal het land zou zijn binnengekomen. In 2020 werd McAfee in Barcelona opnieuw gearresteerd. De Amerikaanse autoriteiten verdachten hem van belastingfraude. Ook werd hij verdacht van dubieuze adviespraktijken in de handel in cryptogeld.

#### Overlijden
Op 23 juni 2021 werd McAfee dood aangetroffen in zijn cel in de gevangenis van Sant Esteve Sesrovires. Enkele uren daarvoor was zijn uitlevering naar de Verenigde Staten goedgekeurd door het Spaanse hooggerechtshof. Volgens zijn advocaat was de doodsoorzaak zelfmoord door ophanging.
Zijn dood leidde tot meerdere complottheorieën waarin de omstandigheden rond zijn dood worden vergeleken met de dood van Jeffrey Epstein. Deze theorieën zijn veelal gebaseerd op uitspraken van McAfee uit het verleden, waar hij meermaals heeft geuit dat hij zichzelf nooit zou verhangen.

## Onderscheidingen
- 2008: eredoctoraat aan Roanoke College[11]

## Publicaties (selectie)
- Computer viruses, worms, data diddlers, killer programs, and other threats to your system: What they are, how they work, and how to defend your PC, Mac, or mainframe. St. Martin's Press, New York 1989, ISBN 978-0312028893.
- Into the Heart of Truth: The Spirit of Relational Yoga. Woodland Publications, Woodland Park, Colorado 2001, ISBN 978-0971156913.
- The Secret of the Yamas: A Spiritual Guide to Yoga. Woodland Publications, Woodland Park, Colorado 2001, ISBN 0-9711569-0-5.

- Bibsys: 90562327
- International Standard Name Identifier: 0000 0000 6756 0687
- Library of Congress Control Number: n88194564
- Nationale bibliotheek van Australië: 35546966
- Nationale Bibliotheek van Israël: 987007425177605171
- Système universitaire de documentation: 175972834
- Trove: 991553
- Virtual International Authority File: 65567437
- WorldCat: E39PBJmDm6Qwp4x83FmHyJYQMP